# Oldřich Čepelka
Oldřich Čepelka (* 25. července 1948 Náchodě) je český sociolog a autor odborných a beletristických textů.

## Životopis
Pochází z náchodské intelektuální rodiny hudebníka a učitelky. Otec Oldřich Čepelka (1897–1968) byl náchodským hudebním pedagogem, výborným houslistou, skladatelem, dirigentem dechových hudeb, majitelem soukromé hudební školy, od r. 1950 ředitelem státní Hudební školy.
Oldřich Čepelka ml. studoval v letech 1966–71 obor sociologie na Filozofické fakultě Univerzity Karlovy v Praze (1977 titul PhDr.). Titul PhD. získal na Fakultě humanitních studií UK v roce 2022 v 74 letech. 
Zaměstnán postupně v n. p. Tepna Náchod, v pobočce Ústavu pro filozofii a sociologii ČSAV v Ústí nad Labem, v Uranových dílech Hamr a v s. p. Diamo Stráž p. R. Od 1992 samostatně podniká, od roku 2001 je jediným společníkem a jednatelem s. r. o. Tima Liberec.
Předmětem podnikání byly postupně výroba a prodej manažerských diářů, vyhledávání kandidátů pro manažerské a odborné pozice ve firmách, sociologické a marketingové průzkumy a poradenství pro města a obce, malé a střední podniky, neziskové organizace a místní akční skupiny pracující metodou LEADER (nyní v rámci komunitně vedeného místního rozvoje). Podnikání ukončeno v průběhu 2017.

## Hlavní kompetence
- evaluace (hodnocení) operačních programů (OP) a programů rozvoje venkova ČR
- příprava projektů a projektových žádostí pro financování z OP
- realizace a administrace projektů financovaných z fondů EU
- lektorská činnost v problematice EU a rozvoje venkova
- analýzy, hodnotící studie, plány a strategie rozvoje měst a venkovských regionů
- vzdělávání seniorů

Propagátor hnutí místních akčních skupin (MAS) a metody Leader (od roku 2001), spoluzakladatel Asociace NNO v Libereckém kraji (2002), místních akčních skupin (od 2003) a celostátní Asociace nestátních neziskových organizací ČR (2003). Angažoval se v návrzích opatření ke snižování administrativy a zvyšování transparentnosti v projektech dotovaných EU z pozice žadatelů a příjemců (vlastní iniciativa pro MMR, MŠMT a Výbor Senátu ČR 2011–12, 2017). V roce 2014 mu vyšla humoristická kniha z vlastního života Maléry a já (nakladatelství Petrklíč, 376 stran).

## Odborné publikace (výběr)
- autor příručky a učebnice Práce s veřejností v nepodnikatelském sektoru (Omega, Liberec 1997), ISBN 80-902376-0-6
- autor publikace Iniciativa Evropské unie LEADER pro rozvoj venkova (MMR, Praha 2001)
- autor Průvodce neziskovým sektorem Evropské unie (2 díly v r. 2003), ISBN 80-902376-3-0, ISBN 80-902376-4-9 (2. díl se zabývá partnerstvím, sociální ekonomikou a účastí veřejnosti v rozhodování)
- autor publikace Místní partnerství a rozvoj venkova (příprava na iniciativu LEADER) (Omega, Liberec 2004)
- autor studie Místní akční skupiny v ČR v roce Pět (Tima, Liberec 2008)
- autor Příručky pro projektová partnerství (I), editor Ota Potluka (Úřad vlády ČR 2012), ISBN 978-80-7440-062-9
- spoluautor a editor publikace Další vzdělávání v Libereckém kraji (AIVD a Tima Liberec 2012), ISBN 978-80-904531-4-2

## Citát
| „                              | Život je něco, co by si měl každý zkusit aspoň jednou. | “ |
| — Oldřich Čepelka, Maléry a já |                                                        |   |